# Don Diamont
Don Diamont, właśc. Donald Feinberg (ur. 31 grudnia 1962 w Nowym Jorku) – amerykański aktor telewizyjny i filmowy.

## Życiorys

### Wczesne lata
Urodził się w Nowym Jorku w żydowskiej rodzinie Judy (z domu Diamont, zm. 2006) i Alberta Feinberga (zm. 1987). Wychowywał się w Los Angeles wraz z dwiema siostrami - Bette (zm. 1998) i Eleną oraz bratem Jackiem (zm. 1989). Uczył się aktorstwa pod kierunkiem Niny Foch i uczęszczał do jej miejscowej klasy aktorskiej.

### Kariera
Swoją karierę na małym ekranie rozpoczął od roli Carla Forenza w operze mydlanej NBC Dni naszego życia (Days of Our Lives, 1984), za którą w magazynie Daytime TV otrzymał tytuł „Najlepszego Debiutanta”. Potem wystąpił w serialu ABC Upadły chłopak (The Fall Guy, 1985) z Lee Majorsem. Sławę międzynarodową zyskał jako Brad Carlton w operze mydlanej CBS Żar młodości (The Young and the Restless, (1985–96, 1999–2009).
W 1988 i 1995 roku pozował do magazynu „Playgirl”. W 1990 roku trafił na listę 50. najpiękniejszych ludzi świata wybranych przez czytelników magazynu People.
W operze mydlanej CBS Moda na sukces (The Bold and the Beautiful) wcielił się w dwie role. W 1993 roku wystąpił gościnnie jako Brad Carlton, natomiast od 2009 roku występuje w roli Billa Spencera Jr.
Można go było dostrzec także w komedii Magiczna bańka (Unbecoming Age, 1992) u boku George’a Clooneya, telewizyjnej adaptacji powieści Toma Clancy NBC OP Center (1995) i serialu Słoneczny patrol (Baywatch, 1998). Wcielił się w tytułową rolę w dramacie Marco Polo (Incredible Adventures of Marco Polo, 1998).
Jest laureatem nagrody Ambasadora Roku 2001 w uznaniu za jego wysiłki w sprawie Krajowego Stowarzyszenia Stwardnienia Rozsianego (National Multiple Sclerosis Society).

## Życie prywatne
Spotykał się z Glorią Loring (1984). Był żonaty z Rachel Braun (od 5 marca 1994 do 2002), z którą ma czterech synów: Laurena (ur. 1988), Sashę (ur. 1991), Alexandra (ur. 1995) i Luca (ur. 2000). 12 czerwca 2012 roku poślubił aktorkę Cindy Ambuehl, z którą ma bliźniaki: Antona i Davisa (ur. w styczniu 2003).

## Filmografia

### Filmy fabularne
- 1992: Magiczna bańka (Unbecoming Age) jako Alfredo
- 1994: Szalony detektyw (A Low Down Dirty Shame) jako  Chad
- 1995: Centrum (OP Center, TV) jako Brent
- 1997: Rodzinie na ratunek (Country Justice, TV) jako Ray
- 1998: Kryzys w Białym Domu (Loyal Opposition: Terror in the White House, TV) jako John Vendome
- 1998: Marco Polo (Incredible Adventures of Marco Polo) jako Marco Polo
- 2003: Dwóch gniewnych ludzi (Anger Management) jako mężczyzna w siedzeniu

### Seriale TV
- 1984: Dni naszego życia (Days of Our Lives) jako Carl Forenz
- 1985: Upadły chłopak (The Fall Guy)
- 1985–96: Żar młodości (The Young and the Restless) jako Brad Carlton
- 1993: Moda na sukces (The Bold and the Beautiful) jako Brad Carlton
- 1994: Prawo Burke’a (Burke’s Law) jako Cosmo
- 1994: Wysoka fala (High Tide) jako Mikey
- 1997: Diagnoza morderstwo (Diagnosis Murder) jako Max Halik
- 1998: Słoneczny patrol (Baywatch) jako Gavin
- 1999–2009: Żar młodości (The Young and the Restless) jako Brad Carlton
- od 2009: Moda na sukces (The Bold and the Beautiful) jako Bill Spencer Jr.